# J-27 (潜水母艦)
J-27は、日本海軍の計画した潜水母艦。3隻の建造が計画されたが建造には至らなかった。

## 概要
1940年（昭和15年）頃の日本海軍の潜水母艦の状況は、迅鯨、長鯨の2隻が艦齢15年を超えており、将来は練習艦として活用されることが計画されていた。残りの3隻（大鯨、剣埼、高崎）では平時は良いが戦時体制での艦隊拡張、または修理の際には隻数が足らない見通しであった。そこで民間徴用商船改造の特設潜水母艦でその場を凌ぐと共に、新たな潜水母艦が1942年（昭和17年）度の軍備充実計画（⑤計画）で2隻（仮称第863、864号艦）が、またその後のミッドウェー海戦による改⑤計画へ変更で、若干の設計改正を行ったうえで1隻増の3隻（仮称第5034、5035、5036号艦）が計画された。計画番号はJ-27、計画線表ではV27と呼ばれた。
優秀な居住・補給・整備・通信能力を有していたとされ、空母改造を前提とした大鯨とは異なる、かつ理に適った本格な潜水母艦であると考えられる。3隻とも三菱長崎造船所での建造、1番艦は1945年（昭和20年）より建造開始、引続き2・3番艦が起工され、最終艦は1948年（昭和23年）末に竣工する予定だった。しかし、その後の戦局の悪化で着工には至らず計画のみに終わった。